# Contea di Arenac
La contea di Arenac, in inglese Arenac County, è una contea dello Stato del Michigan, negli Stati Uniti. La popolazione al censimento del 2000 era di 17 269 abitanti. Il capoluogo di contea è Standish.